# JC Sportscars

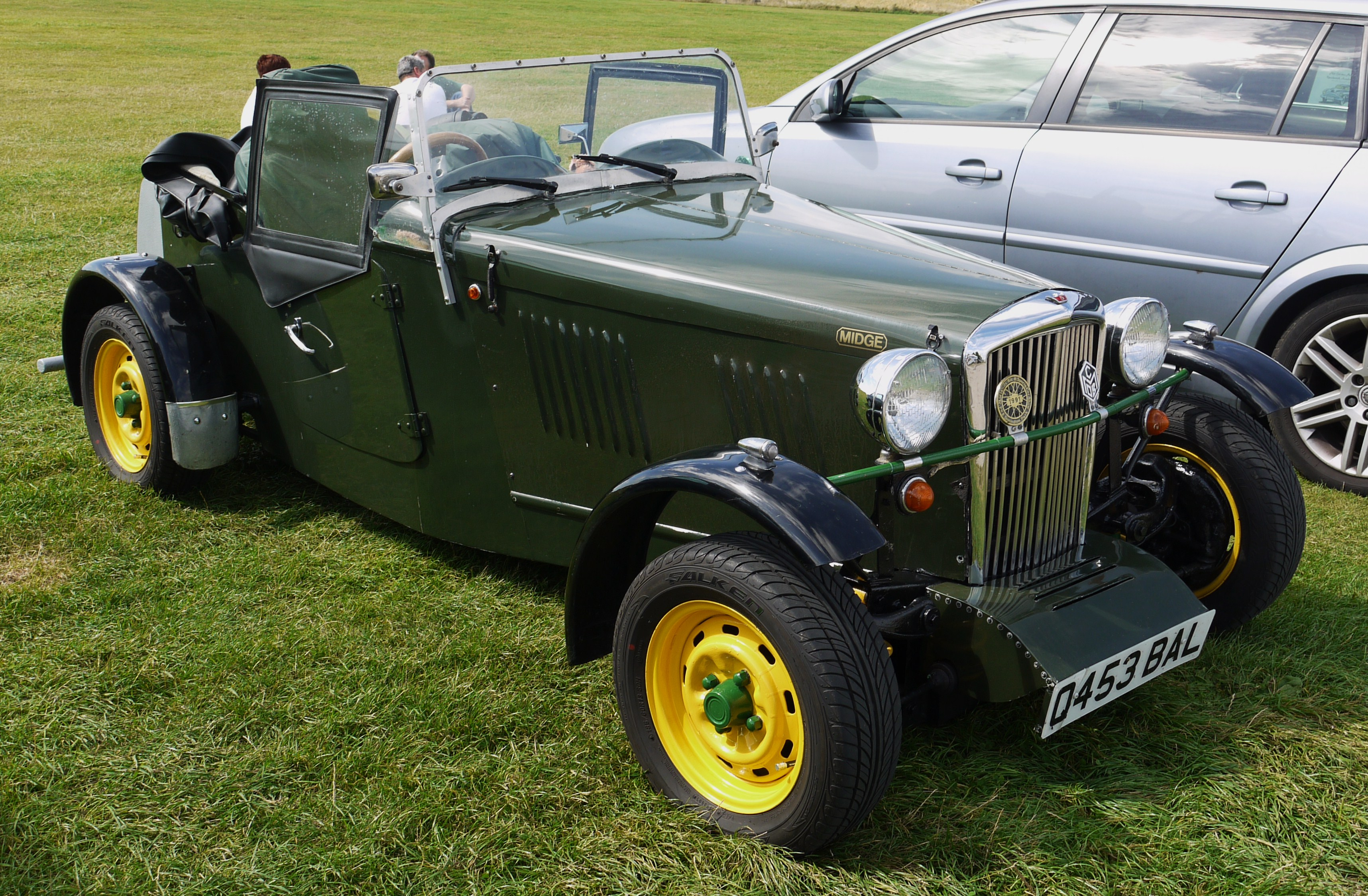
JC Midge

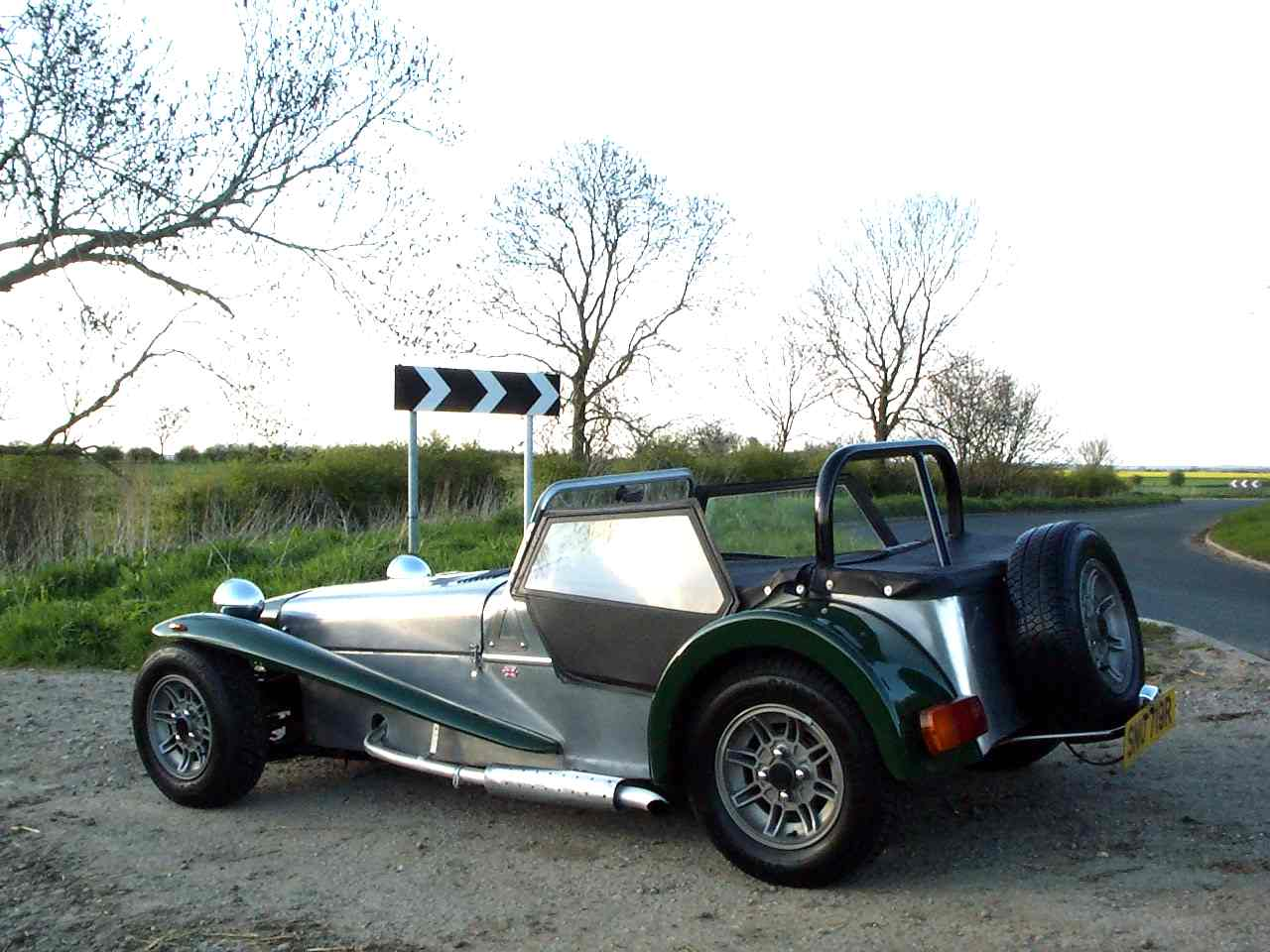
JC Locust

JC Sportscars, zuvor JC Autopatterns, war ein britischer Hersteller von Automobilen.

## Unternehmensgeschichte
John Cowperthwaite gründete 1984 das Unternehmen JC Autopatterns in Sheffield in der Grafschaft South Yorkshire. Er begann mit der Produktion von Automobilen und Kits. Der Markenname lautete JC. 1987 erfolgte die Umbenennung in JC Sportscars. 1989 endete die Produktion. Andere Unternehmen setzten die Produktion unter eigenen Markennamen fort.

## Fahrzeuge

### Modell Midge
Ein Modell war der Midge. Es war ein Roadster im Stil der 1930er Jahre. Auf das Fahrgestell des Triumph Herald wurde eine offene Karosserie montiert, die zu großen Teilen aus Holz bestand. Das einzige Element aus Fiberglas war das Armaturenbrett. Besonderheit war, dass JC nur die Pläne zum Aufbau lieferte. Allerdings gab es eine Version, die viele Teile vom Ford Escort der zweiten Generation nutzte, zu der JC das Fahrgestell lieferte.

### Modell Locust
Dieses Modell ähnete dem Lotus Seven. Der Rest entsprach dem Midge.